# Can Badiella
Can Badiella és una masia de Terrassa (Vallès Occidental) protegida com a bé cultural d'interès local.
Es troba al costat del torrent de la Betzuca i a l'inici del camí d'accés (a 300 metres de la masia i al costat de l'antic camí de Sant Quirze del Vallès a Matadepera) hi ha una notable creu de terme que marcava els límits entre els antics termes parroquials de Sant Pere de Terrassa i Sant Julià d'Altura.

## Creu de Can Badiella
A prop del mas s'hi troba la creu de Can Badiella, element que marcava els límits entre les parròquies de Sant Pere i Sant Julià.
Segons Joaquim Verdaguer:
"La Creu de can Badiella està situada a 300 metres d'aquesta masia, en el camí que va des de la carretera de Montcada a Can Sabater del Torrent, en l'encreuament que porta al mas. La creu marcava els límits de les parròquies de Sant Pere i de Sant Julià d'Altura. Aquest límit venia marcat pel camí de Sant Quirze del Vallès a Matadepera
La creu de terme sobre un bassament triple d'estructura circular. Dalt del fust un capitell ornamentat amb figures d'àngels esculpides. A sobre una creu grega esculpida  en pedra amb dues cares diferenciades: al frontis la imatge del Sant Crist i, al dors la de la Mare de Déu i el nen. La creu sembla l'original i no està estudiada. Probablement va passar desapercebuda durant el conflicte de la Guerra Civil o va ser amagada.
Quan es va produir l'agregació del poble de Sant Pere a Terrassa i Sabadell la línia divisòria del camí de Sant Quirze del Vallès a Matadepera, que separava la parròquia de Sant Pere amb la de Sant Julià d'altura, va ser desplaçada cap a l'est, pel camí que va de Sant Quirze a Sant Julià d'altura. Es per això que can Badiella i la creu de terme quedaren situades en el terme de Terrassa."